# Alfons Wojewski
Alfons Antoni Wojewski (ur. 19 maja 1912 w Gościcinie koło Wejherowa, zm. 3 listopada 1992 w Warszawie) – polski lekarz urolog, doktor habilitowany nauk medycznych, profesor zwyczajny i prorektor Pomorskiej Akademii Medycznej.

## Życiorys

### Dzieciństwo i edukacja
Alfons Wojewski urodził się 19 maja 1912 roku w Gościcinie, w rodzinie posiadacza ziemskiego Józefa i Marii z domu Willa. Miał ośmioro rodzeństwa, w tym Grzegorza (późniejszego komendanta naczelnego Tajnej Organizacji Wojskowej „Gryf Pomorski”). W 1932 ukończył Gimnazjum Klasyczne w Wejherowie (dzisiejsze I Liceum Ogólnokształcące im. Króla Jana III Sobieskiego w Wejherowie). Po ukończeniu obowiązkowej służby wojskowej w 1933 zapisał się na Wydział Lekarski Uniwersytetu Poznańskiego. Na uczelni był członkiem orkiestry studenckiej i korporacji studenckiej Baltia. Dyplom lekarza uzyskał w 1939.

### II wojna światowa
Podczas kampanii wrześniowej został wcielony do wojska. Udało mu się przeżyć bombardowanie pociągu wiozącego go do punktu zbiorczego. Był lekarzem w szpitalu wojskowym w Parczewie, a po jego ewakuacji przeniósł się do Gdyni. Tam do grudnia 1939 pracował jako asystent oddziału chirurgicznego w Szpitalu Miejskim, a następnie na tym samym stanowisku w szpitalu w Wejherowie. W tym okresie rozpoczął także działalność konspiracyjną – najpierw w organizacji Polska Żyje, a następnie, jako szef wydziału sanitarnego, w Tajnej Organizacji Wojskowej „Gryf Pomorski”. W 1943 przeniesiony do szpitala w Iławie, w maju tego samego roku aresztowany. Po brutalnym śledztwie w więzieniu gdańskim, został przewieziony do KL Stutthof. W obozie otrzymał numer 24077. Pracował w szpitalu obozowym jako chirurg, później został kierownikiem szpitalu obozowego. Uczestniczył w marszu śmierci, w pobliżu Wejherowa zbiegł. W tym mieście ukrywał się do zakończenia wojny.

### Okres powojenny

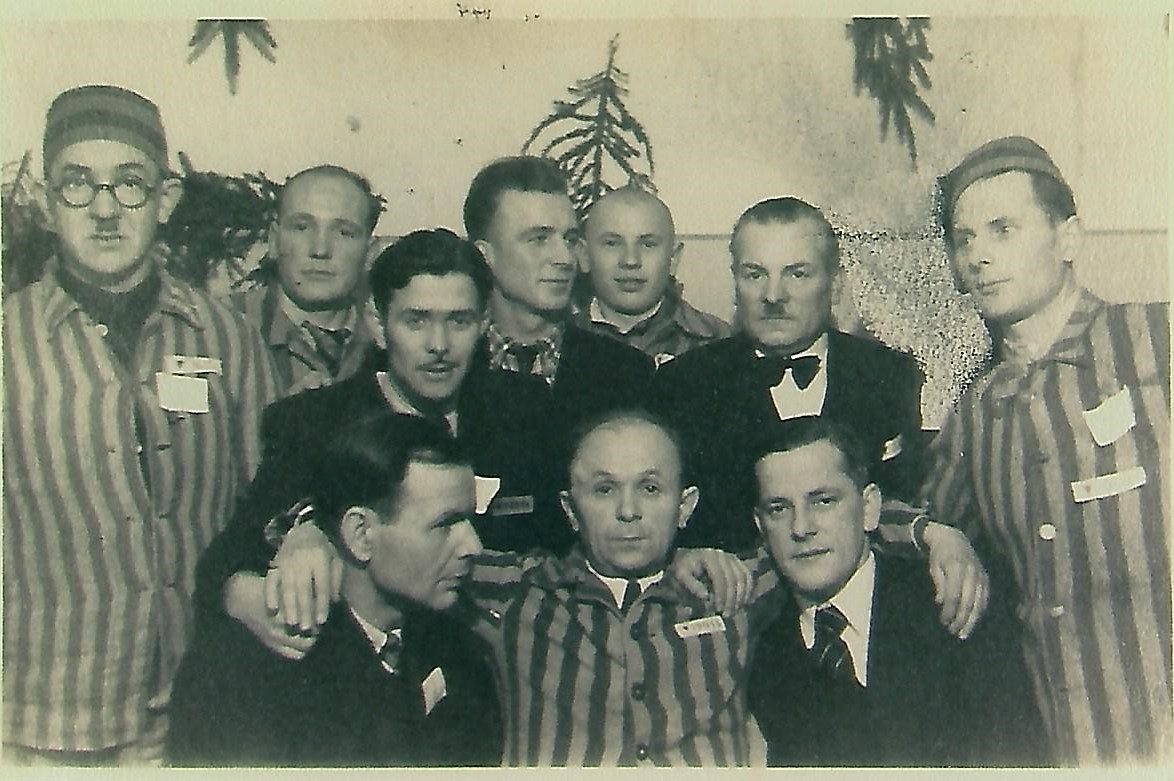
Spotkanie byłych więźniów KL Stutthof z udziałem Alfonsa Wojewskiego

W 1945 rozpoczął pracę w szpitalu w Wejherowie, jednocześnie uruchamiał zniszczone szpitale w Gdyni i Pucku. Następnie pracował w szpitalach w Pucku (1945) i Kwidzynie (1946–1949). W tym okresie, na podstawie pracy „Stan sanitarny i organizacja pracy lekarskiej w obozie koncentracyjnym Stutthof w latach 1943 do 1945”, uzyskał tytuł doktora medycyny. Jego promotorem był prof. Adam Wrzosek. W 1949, za działalność w „Gryfie Pomorskim” został aresztowany przez Urząd Bezpieczeństwa na ponad rok i poddany śledztwu. Dzięki interwencji adwokata udało mu się ocalić życie. W 1950 rozpoczął karierę naukową na Akademii Medycznej w Gdańsku. Od 1950 pracował w I Klinice Chirurgicznej, a od 1953 w III Oddziale Chirurgicznym, u boku Zdzisława Kieturakisa. W tym okresie uzyskał tytuły specjalisty w dziedzinach: chirurgii (1953) i urologii (1954).

### Praca w Szczecinie
W 1955 Ministerstwo Zdrowia oddelegowało go do pracy w Szczecinie, na Pomorskiej Akademii Medycznej. Miał tam utworzyć Klinikę Urologiczną i zorganizować lecznictwo urologiczne w regionie. Pierwszy oddział otwarto na Pomorzanach już w sierpniu 1955. W następnych latach utworzył także kliniki urologiczne w szczecińskim Zdunowie i Nowym Czarnowie. W Szczecinie zdobył tytuły: docenta (1961) i profesora (1966 – profesor nadzwyczajny, 1972 – profesor zwyczajny). W 1962 został wybrany dziekanem Wydziału Lekarskiego, a w 1968 – prorektorem ds. medycznych Pomorskiej Akademii Medycznej. Brał także udział w pracach towarzystw naukowych. Był członkiem Szczecińskiego Towarzystwa Naukowego, Polskiego Towarzystwa Urologicznego (w latach 1964–1966 był jego prezesem), a także przewodniczącym sekcji polskiej Societe Internationale d’Urologie.

### Dalsze lata
1 października 1978 przeszedł na własną prośbę w stan spoczynku. Po przejściu na emeryturę w 1979 zamieszkał w Warszawie. Tam przez jeszcze 11 lat pracował w Spółdzielni Ordynatorsko-Profesorskiej. Zmarł 3 listopada 1992, został pochowany w grobie żony na cmentarzu w Warszawie–Ursusie.

## Życie prywatne
W czasie wojny, 25 października 1941 ożenił się z Hildegardą z domu Tutkowska. Mieli dwie córki – Elżbietę (1942–2021), która wyszła za Tadeusza Zajączkowskiego i Janinę (1947–).

## Nagrody i odznaczenia
- Złoty Krzyż Zasługi
- Krzyż Kawalerski Orderu Odrodzenia Polski
- Krzyż Oficerski Orderu Odrodzenia Polski
- Medal Zwycięstwa i Wolności 1945
- Medal Komisji Edukacji Narodowej
- Medal Za Zasługi dla Pomorskiej Akademii Medycznej
- Medal 25-lecia PAM
- Odznaka Honorowa Gryfa Pomorskiego
- Medal Za Zasługi w Rozwoju Województwa Koszalińskiego
- Medal za wzorową pracę w Służbie Zdrowia
- Złota Odznaka Norweskiego Czerwonego Krzyża[4]

## Prace naukowe

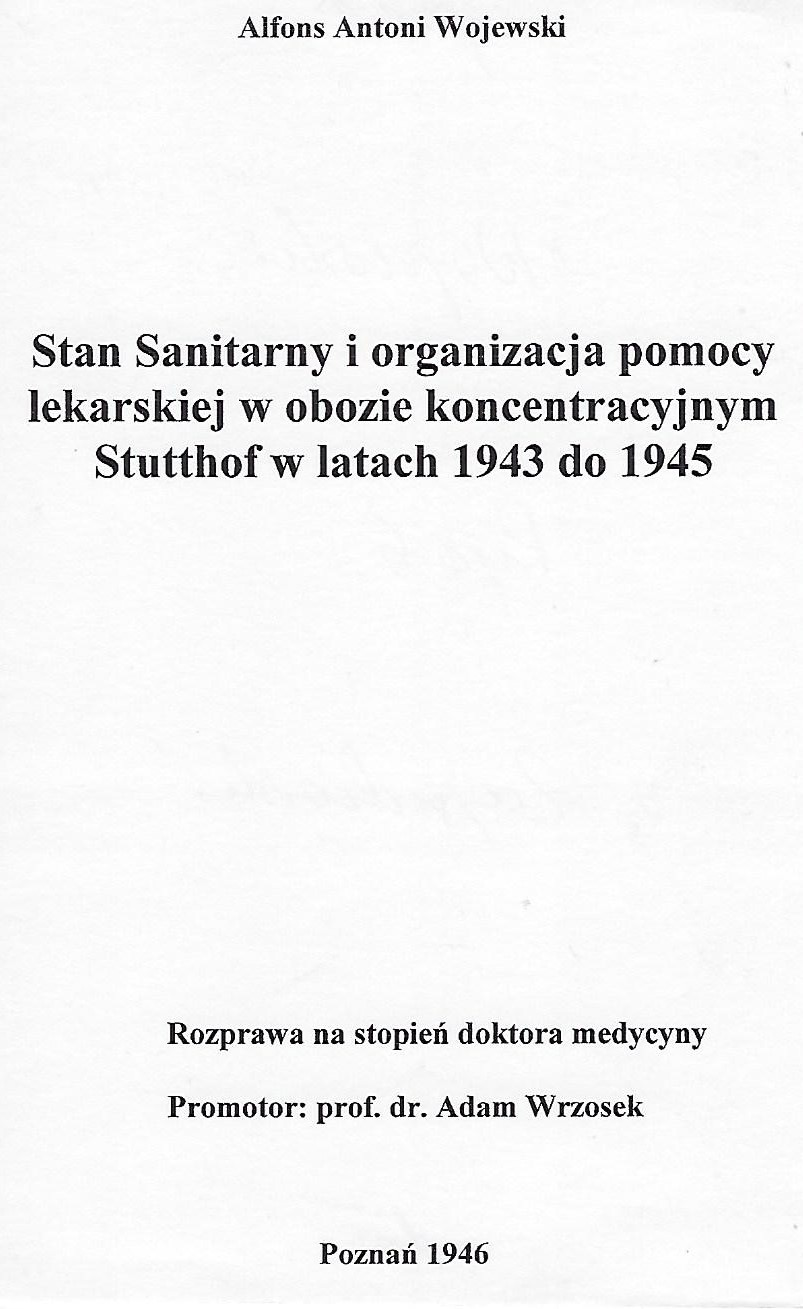
Strona tytułowa pracy doktorskiej

Dorobek prof. Wojewskiego obejmuje od 129 do 136 prac, dotyczących głównie dziedziny urologii.
Wybrane prace:
- Stan sanitarny i organizacja pracy lekarskiej w obozie Koncentracyjnym Stutthof w latach 1943 do 1945 (praca doktorska)
- Choroba szyi pęcherza moczowego u dzieci. [w:] Przegląd Lekarski (1960)
- Trudności i błędy w rozpoznawaniu raka stercza. [w:] Rocznik PAM (1963)
- Rak gruczołu krokowego (monografia, 1968)
- Wpływ operacji na jednej nerce, ze wskazań urologicznych, na nadciśnienie tętnicze krwi. [w:] Polski Przegląd Chirurgiczny (1968)
- Trudności i błędy w rozpoznawaniu uszkodzeń urazowych układu moczowo-płciowego. [w:] Polski Przegląd Chirurgiczny (1972)